# Мореньи-ан-Э
Мореньи́-ан-Э (фр. Mauregny-en-Haye) — коммуна во Франции, находится в регионе Пикардия. Департамент коммуны — Эна. Входит в состав кантона Гиньикур. Округ коммуны — Лан.
Код INSEE коммуны — 02472.

## Население
Население коммуны на 2010 год составляло 434 человека.
| 1962 | 1968 | 1975 | 1982 | 1990 | 1999 | 2010 |
| ---- | ---- | ---- | ---- | ---- | ---- | ---- |
| 415  | 416  | 419  | 411  | 420  | 420  | 434  |

## Экономика
В 2010 году среди 281 человека трудоспособного возраста (15—64 лет) 214 были экономически активными, 67 — неактивными (показатель активности — 76,2 %, в 1999 году было 66,8 %). Из 214 активных жителей работали 180 человек (96 мужчин и 84 женщины), безработных было 34 (21 мужчина и 13 женщин). Среди 67 неактивных 20 человек были учениками или студентами, 19 — пенсионерами, 28 были неактивными по другим причинам.